# クロスロード (2015年の映画)
『クロスロード』は、2015年公開の日本映画である。2015年11月28日（土）より全国で公開。
青年海外協力隊の50周年記念映画で、青年海外協力隊での活動を通じて成長していく男たちの姿を描いた「EXILE」黒木啓司の映画初主演作品。
監督は、すずきじゅんいち。

## キャスト
- 沢田樹 - 黒木啓司
- 羽村和也 - 渡辺大
- 野村志穂 - TAO (ファッションモデル)
- アンジェラ - アローディア
- 西村 - 飯伏幸太
- 石井由香 - 山本未來
- 塩津優作 - 加藤雅也
- 沢田奈津子 - 榊原るみ
- 境顕二 - 長塚京三

## スタッフ
- 監督 - すずきじゅんいち
- 脚本監修・脚本 - 福間正浩
- 脚本 - 佐藤あい子
- エグゼクティブプロデューサー - 吉岡逸夫
- プロデュース - 香月秀之
- プロデューサー - 櫻井一葉
- キャスティングプロデューサー - 福岡康裕
- 音楽 - MOKU
- 主題歌 - 中島みゆき「ヘッドライト・テールライト」
- 挿入歌 - 「上を向いて歩こう」
- 撮影監督 - 長田勇市
- 美術 - 西沢和幸
- 録音 - 齋藤泰陽
- 編集・VFX - 人見健太郎
- ヘアメイク - 泉宏幸
- スタイリスト - 照井真純
- 助監督 - 出射均
- 製作担当 - 辻智
- 製作デスク - 梶野友紀子
- プロデューサー補 - 菅沼公明
- 海外コーディネーター - 反町眞理子
- 後援 - 国際協力機構
- 特別協賛 - 全日本空輸、ニコン、モンベル
- 特別協力 - LDH、八大コーポレーション、専門学校東京ビジュアルアーツ
- 宣伝 - 東映エージエンシー
- 製作プロダクション・配給 - フレッシュハーツ
- 製作 - 「クロスロード」製作委員会（青年海外協力協会／フレッシュハーツ）